# 인스턴트 스타
인스턴트 스타(Instant Star)는 2004년 9월 15일부터 2008년 6월 26일까지 CTV에서 방영중인 드라마이다.